# زیگمونت آنچوک
زیگمونت آنچوک (لهستانی: Zygmunt Anczok؛ زادهٔ ۱۴ مارس ۱۹۴۶) بازیکن فوتبال اهل لهستان بود.
از باشگاه‌هایی که در آن بازی کرده‌است می‌توان به باشگاه فوتبال گورنیک زابژه اشاره کرد.
وی به‌همراه تیم ملی فوتبال لهستان به مقام قهرمانی بازی‌های المپیک تابستانی ۱۹۷۲ دست پیدا کرده‌است.